# Gurgen Dalibaltajan
Gurgen Dalibaltajan, orm. Գուրգեն Դալիբալթայան (ur. 5 czerwca 1926 w Didi Arakali (Gruzińska SRR), zm. 1 września 2015 w Erywaniu) – radziecki i ormiański działacz wojskowy, generał pułkownik.
W latach 1975–1980 był pierwszym zastępcą szefa sztabu radzieckiej Południowej Grupy wojsk w Budapeszcie, następnie do 1987 zastępca dowódcy Północnokaukaskiego Okręgu Wojskowego.
Od 1990 w sztabie Sił Zbrojnych Republiki Armenii, od 1993 doradca ministra obrony tego państwa.